# Dual Stress Liner
Der englische Begriff dual stress liner (DSL) bezeichnet in der Halbleitertechnik ein Verfahren zur Herstellung von verspanntem Silizium (engl. strained silicon) für p- und n-Kanal-MOSFETs in Silicon-on-Insulator-Technologien (SOI). Das von IBM entwickelte Verfahren kommt durch die Technologieaustauschabkommen wird/wurde unter anderem bei AMD/Globalfoundries und Chartered Semiconductor Manufacturing angewandt.
Dabei wird nach der Herstellung des MOSFETs Siliziumnitrid (Si3N4) über den Bauelementen abgeschieden. In Abhängigkeit von den Prozessbedingungen wirkt diese Siliziumnitridschicht kompressibel oder entspannend auf die darunter liegenden Source- und Draingebiete aus. Diese lokalen Verspannungen wirken sich komplementär auf das Kanalgebiet zwischen den Source- und Draingebieten aus, das heißt komprimierte Source- und Draingebiete führen zu gedehntem Silizium im Kanalgebiet und umgekehrt.
Technologisch werden beide Arten von Verspannungen genutzt: Da die Elektronenbeweglichkeit in entspanntem (tensilem) Silizium steigt, eignen sich solche Kanalgebiete für n-MOSFETs; im Gegensatz dazu führt kompressibles Silizium zu erhöhter Löcherbeweglichkeit, was in p-MOSFETs ausgenutzt wird.
Die Vorteile der DSL-Technologie liegen in ihrer Kompatibilität zur von IBM und AMD propagierten SOI-Technologie und in der Tatsache, dass im Gegensatz zu dem von Intel verwendeten Strain-Transferverfahren die elektronischen Eigenschaften von p- und n-Kanal-MOSFETs gleichermaßen verbessert werden.